# Hvasserska skolan
Hvasserska skolan, formellt Westerås Elementarläroverk för Flickor, var en flickskola i Västerås. Den var verksam från 1866 till 1888. 
Den grundades av en stiftelse år 1866. Det var den första allmänna flickskolan i Västerås sedan Rudbeckii flickskola på 1600-talet. En av dess stiftare var läroverksadjunkt Adalrik Hvasser, som också blev dess rektor och efter vilken skolan fick sitt namn. Den fick en tid statsunderstöd. Hösten 1888 slogs den samman med Natalia Anderssons högre skola för Qvinlig ungdom (som hade grundats 1858) och bildade Västerås högre Elementarläroverk för Flickor. Skolan ägdes av Västerås Läroverksförening. Skolan kommunaliserades 1939 och upplöstes slutgiltigt 1966. 